# بخش باترنوت ولی، شهرستان بلوارث، مینه سوتا
بخش باترنوت ولی (به انگلیسی: Butternut Valley Township) یک منطقهٔ مسکونی در ایالات متحده آمریکا است که در شهرستان بلو ارث، مینه‌سوتا واقع شده‌است.
 بخش باترنوت ولی ۹۳٫۳ کیلومتر مربع مساحت و ۳۸۲ نفر جمعیت دارد و ۳۰۲ متر بالاتر از سطح دریا واقع شده‌است.